# کریستینا لیک، بریتیش کلمبیا
کریستینا لیک، بریتیش کلمبیا (به انگلیسی: Christina Lake, British Columbia) یک منطقهٔ مسکونی در کانادا است که در منطقه کوتنیز واقع شده‌است. کریستینا لیک ۱٬۰۹۹ نفر جمعیت دارد.